# 托卡特省
托卡特省（土耳其語：Tokat）是土耳其東北部的一個省。面積9,912平方公里，2007年人口869,422人。首府托卡特。
下分十二縣。